# Sirje Karis
Sirje Karis (née le 9 août 1956) est une historienne et administratrice de musée estonienne. Elle est la première dame d'Estonie depuis l'élection de son mari en 2021.

## Activité muséale
Après avoir terminé ses études d'histoire à l'Université de Tartu, Sirje Karis a d'abord travaillé au musée universitaire de la ville. En 2000/2001, elle devient responsable du développement du musée de la ville de Tartu (Tartu linnamuuseum). De 2001 à 2005, elle a été directrice du musée. 
Sirje Karis a été directrice du Musée d'histoire estonien (Eesti Ajaloomuuseum) à Tallinn de 2005 à 2018. Depuis 2018, elle est à nouveau à la tête du musée de la ville de Tartu.

## Vie privée
Sirje Karis est mariée au scientifique et homme politique estonien Alar Karis (né en 1958) depuis 1977, qui dirige le Musée national estonien (Eesti Rahva Muuseum) à Tartu depuis 2018. Tous deux s'étaient rencontrés à l'école, au célèbre Miina Härma Gümnaasium à Tartu.
Alar Karis a été élu président de la république d'Estonie le 31 août 2021.
Le couple a trois grands enfants, deux fils et une fille.